# Hansford (Nouvelle-Écosse)
 (octobre 2012).
Pour l’article homonyme, voir Hansford.
Hansford est une ville de Nouvelle-Écosse, située dans le comté de Cumberland au Canada.